# ريتشارد بيري (ملحن)
ريتشارد بيري (بالإنجليزية: Richard Perry)‏ (18 يونيو 1942 - 24 ديسمبر 2024)، هو مُلحن ومنتج أسطوانات شهير أمريكي، حصل على جائزة «Grammys Trustee» عام 2015، كان يُعرف بذوقه الفريد وإبداعه في مختلف الأنماط الموسيقية. ترك بيري بصمته في عالم الموسيقى، ليس فقط من خلال إنتاجه لأغانٍ ناجحة تصدرت قوائم الأغاني، بل أيضًا من خلال قدرته على تجديد مسيرات الفنانين وإحياء شغفهم بالموسيقى.
وُلد في 18 يونيو 1942 في بروكلين في الولايات المتحدة.

## وفاته
توفي يوم الثلاثاء 24 ديسمبر 2024 في لوس أنجلوس عن اثنين وثمانين عامًا، إثر إصابته بسكتة قلبية، تاركًا وراءه إرثًا موسيقيًّا غنيًّا ومتنوعًا.

## وصلات خارجية
- الموقع الرسمي
- ريتشارد بيري على موقع IMDb (الإنجليزية)
- ريتشارد بيري على موقع الموسوعة البريطانية (الإنجليزية)
- ريتشارد بيري على موقع ميوزك برينز (الإنجليزية)
- ريتشارد بيري على موقع أول موفي (الإنجليزية)
- ريتشارد بيري على موقع أول ميوزيك (الإنجليزية)
- ريتشارد بيري على موقع ديسكوغز (الإنجليزية)
- ريتشارد بيري على موقع قاعدة بيانات الفيلم (الإنجليزية)